# Konfigurační databáze (CMDB)
Konfigurační databáze (CMDB z anglického Configuration Management Database) je používána organizací k ukládání informací o konfiguračních položkách jako je např. hardware, software, síťové segmenty nebo lokality. Jde o ústřední prvek procesu Configuration management evidující objekty souvisejících ITIL procesů poskytující katalog konfiguračních položek a evidující jejich vzájemné vztahy.

## Účel a přínosy
CMDB je zásadní komponentou procesu Configuration Management, který je součástí rámce Information Technology Infrastructure Library (ITIL) process. CMDB pomáhá organizaci porozumět vztahům mezi konfiguračními položkami a evidovat jejich vlastnosti. Umožňuje provádět studie proveditelnosti či analýzy dopadu.

### Vlastnosti CI
Konfigurační položky mají vlastnosti specifické pro daný typ konfigurační položky (např. Výrobce, Typ/Model a Sériové číslo u Hardware) a vlastnosti společné všem konfiguračním položkám. Příklady společných vlastností:
- Kód – Unikátní identifikátor generovaný zpravidla Konfigurační databází.
- Název/Štítek – Popis umožňující identifikovat a odlišit jednotlivé konfigurační položky
- Popis funkce – Popis funkce Konfigurační položky
- Business vlastník – Schvaluje změny položky (např. manažer zodpovědný za proces podporovaný danou konfigurační položkou)
- Technický vlastník – Poskytuje podporu a implementuje změny schválené Business vlastníkem (např. správce aplikace)
- Konec životního cyklu – Datum plánovaného ukončení konfigurační položky (např. datum konce podpory aplikace dodavatelem)

### Typy konfiguračních položek
Konfigurační databáze typicky obsahuje desítky (ale i stovky) různých typů konfiguračních položek. Konfigurační položky je vhodné členit do logických vrstev.
Příkladem jsou:
- Hardware
- Software
- Síťové segmenty
- Aplikace
- Datové zdroje
- Služby
- Lokality
- Dokumentace
- Správci systémů (zaměstnanci, smluvní partneři)

Entity procesů Change management, Incident a Problem management a dalších procesů jsou také někdy chápány jako Konfigurační položky.

## Výzvy
Existují tři hlavní výzvy při vytváření a provozování Konfigurační databáze:
- Aktuálnost: Je třeba zavést procesy a nástroje pro zachycení všech změn, tak aby data byla aktuální. Neaktuální data povedou k poklesu důvěry a nepoužívání konfigurační databáze.
- Údržba: Zajištění aktuálnosti data si vyžaduje údržbu, se kterou je třeba dopředu počítat.
- Používání: CMDB je často pouhou databází popř. se soustředí na automatizovaný sběr dat ze systémů nejrůznějších výrobců. Schopnost vizualizovat data, propojit je s návaznými procesy a vytvářet vlastní aplikace v duchu Low code development paradigmatu podstatně zvyšuje přínos a využitelnost konfigurační databáze.